# Arturo Arnaiz y Freg
Arturo Arnaiz y Freg (Ciudad de México, México 1915 - 1980) fue un historiador, educador, periodista mexicano. Fue miembro numerario de la Academia Mexicana de la Historia, ocupó el sillón 13 de 1956 a 1980.

## Estudios y docencia
Realizó sus primeros estudios en la Escuela Nacional Preparatoria. Ingresó a la Facultad de Filosofía y Letras en la Universidad Nacional Autónoma de México en 1936. En 1962 obtuvo la licenciatura de Economía. Fue investigador y profesor de Historia. Impartió clases a nivel preparatoria y a nivel universitario en el Colegio de México, en la UNAM y en el Instituto Tecnológico Autónomo de México.

## Obra
La obra de Arnaiz y Freg incluye, entre otros:
- Estudio biográfico del doctor José María Luis Mora
- Biografía de don Andrés Manuel del Río
- Síntesis histórica de México
- Madero y Pino Suárez en el cincuentenario de su sacrificio
- Semblanza e ideario de Lucas Alamán
- Noticias sobre la Academia de Bellas Artes de San Carlos

Arturo Arnaiz y Freg legó, en 1980, su colección de libros y arte a la "Biblioteca Miguel Lerdo de Tejada" de la Secretaría de Hacienda y Crédito Público de México, resultando en una de las más importantes colecciones de historia y humanidades del país, formada por 35 mil volúmenes. La obra plástica incluye obras de Alonso Sánchez Coello, Juan Cordero y Diego Rivera.